# Blå tryckare
Blå tryckare (Odonus niger) är en fisk i familjen tryckarfiskar som kan bli upp till 50 cm lång.
De flesta exemplar når däremot en längd av 30 cm. Utbredningsområdet sträcker sig från östra Afrika och Röda havet över Indien och Sydostasien till Australien, Marquesasöarna, Sällskapsöarna och södra Japan. Blå tryckare dyker till ett djup av 40 meter. Den hittas ofta nära korallrev och klippor. Arten har zooplankton och svampdjur som föda.